# Форт № 5a — Лендорф
Форт № 5а Лендорф — одноэтажный форт в Кёнигсберге, названный в честь Карла фон Лендорфа, прусского генерала, участника освободительной войны с Наполеоном.

## История
Как промежуточное укрепление форт Лендорф отличается от прочих фортов размерами в плане и меньшим количеством казематов. При этом боевые казематы отсутствуют.
Во время войны также как и 5-й форт находился на линии основного наступления советских войск, сильно разрушен.

## Современность
В настоящее время идут работы по расчистке форта силами КРОО «ВПК Витязи» у которых данный форт в долгосрочной аренде. Проход и проезд закрыт и возможен при предварительном согласовании. Исторический факультет БФУ им. Канта ежегодно проводит посвящение в первокурсники на форту Лендорф.